# 바라시

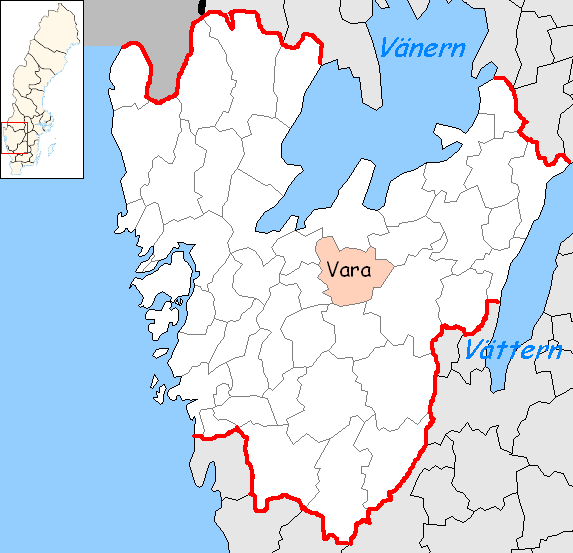
바라 시의 위치

바라시(스웨덴어: Vara kommun)는 스웨덴 베스트라예탈란드주에 위치한 지방 자치체로 행정 중심지는 바라이며 면적은 700.604375km2, 인구는 15,788명(2016년 12월 31일 기준), 인구 밀도는 23명/km2이다.

시 문장